# Paul Fleurot

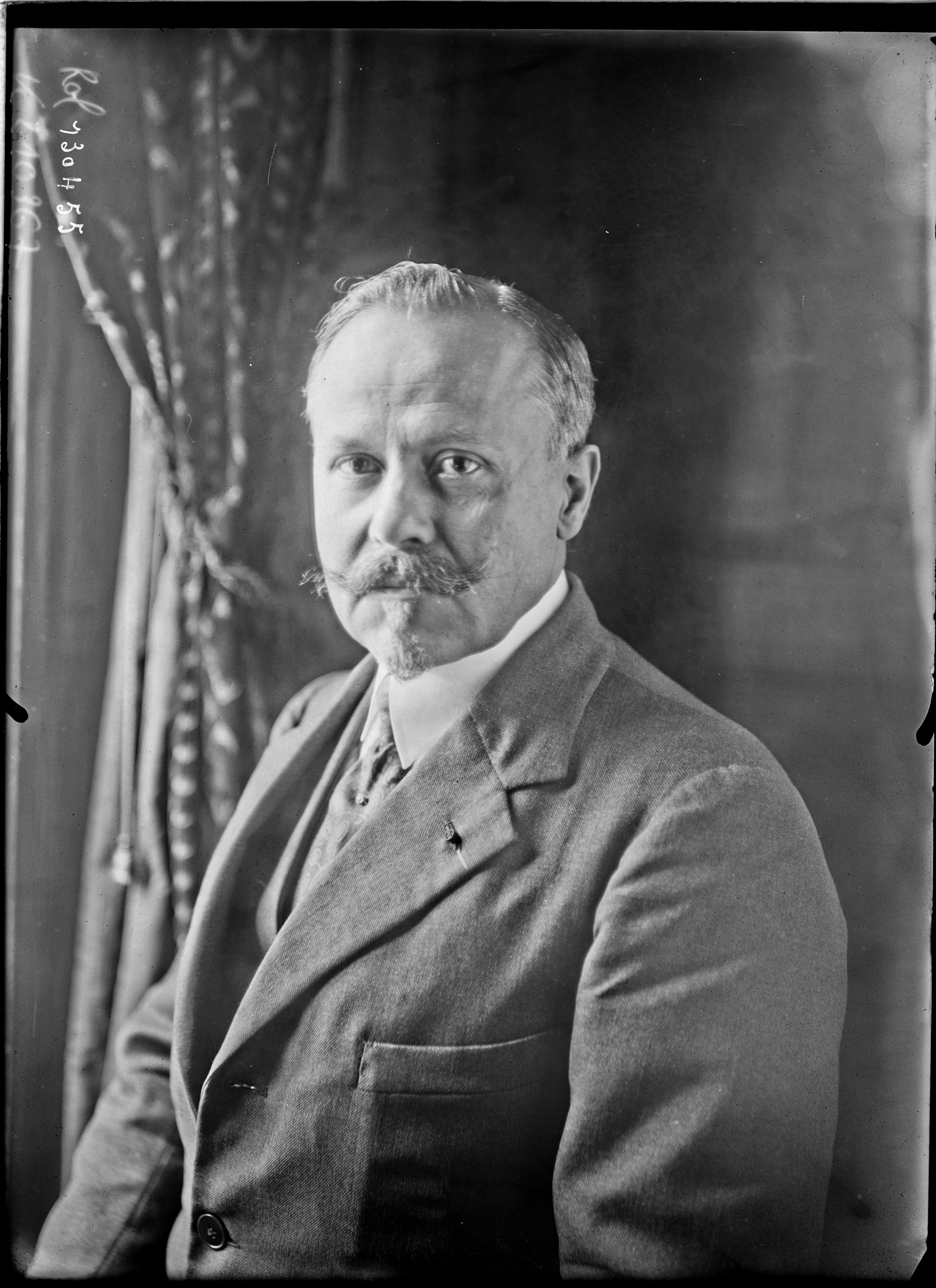
Paul Fleurot (1928)

Paul Fleurot (* 20. Dezember 1874 in Puligny-Montrachet; † 15. Februar 1946 Cannes) war ein französischer Politiker der Dritten Republik. Er gehörte zu den „quatre-vingts“, also den achtzig Parlamentariern, die sich am 10. Juli 1940 der Machtübergabe an Philippe Pétain verweigerten.

## Leben
Paul Fleurot, der zunächst als Journalist tätig war, begann früh, sich politisch zu engagieren. Zunächst als unabhängiger sozialistischer Aktivist aktiv, war er aber 1905 nicht an der Gründung der Section française de l’Internationale ouvrière (SFIO) beteiligt. Zwei Jahre später wurde er in den Stadtrat von Paris gewählt, wobei er vom 5. Arrondissement gewählt und bis 1940 ununterbrochen wiedergewählt wurde. Ab 1919 war er Vizepräsident des Stadtrats (Paris hatte zu dieser Zeit keinen Bürgermeister). Außerdem wurde er Generalrat des Départements Seine und später Präsident des Generalrats.
Im Ersten Weltkrieg diente er unter anderem in der französischen Orient-Armee. Nach dem Waffenstillstand war er wieder bei den Socialistes indépendants (Unabhängigen Sozialisten) aktiv und widmete sich dann nur noch seinen Pariser Mandaten. Er war stellvertretender Generalkommissar der Kolonialausstellung 1931.

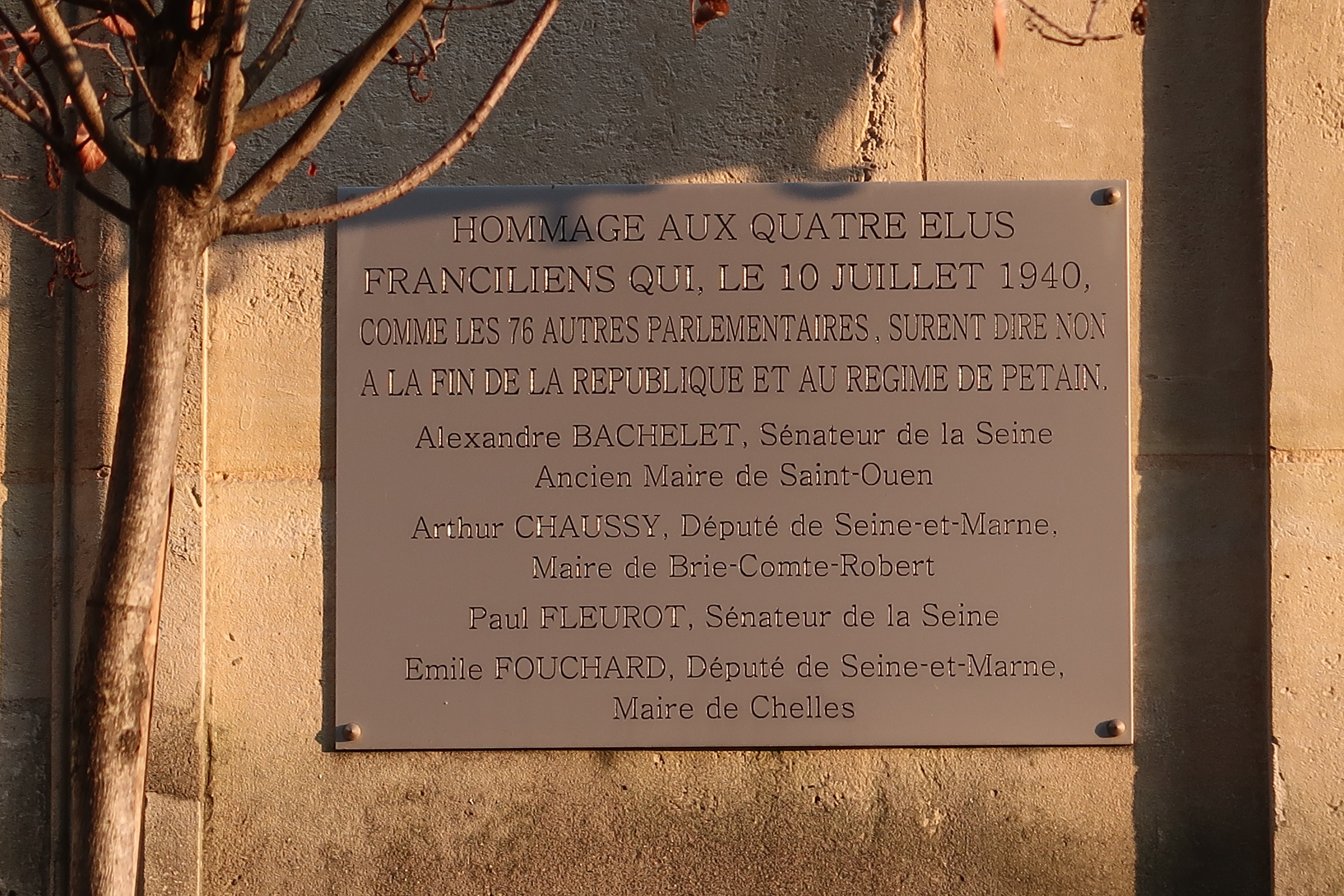
Gedenktafel in der Rue de Babylone in Paris

1935 wurde er zum Senator gewählt und trat der Fraktion der Gauche démocratique (Demokratische Linke) bei. Aufgrund seiner Erfahrungen als Kommunalpolitiker leistete Paul Fleurot einen wichtigen Beitrag zum Projekt zur Reform der Departements- und Gemeindefinanzen.
Am 10. Juli 1940 war Paul Fleurot einer der achtzig Parlamentarier, die gegen die diktatorischen Vollmachten für Philippe Pétain stimmten. Als aktiver Widerstandskämpfer wurde er 1941 von den Deutschen verhaftet und zu sechs Monaten Gefängnis verurteilt. Er wurde in Fresnes und anschließend im Fort von Dijon inhaftiert. Nach seiner Entlassung aus dem Gefängnis nahm er seine Aktivitäten als Widerstandskämpfer wieder auf.

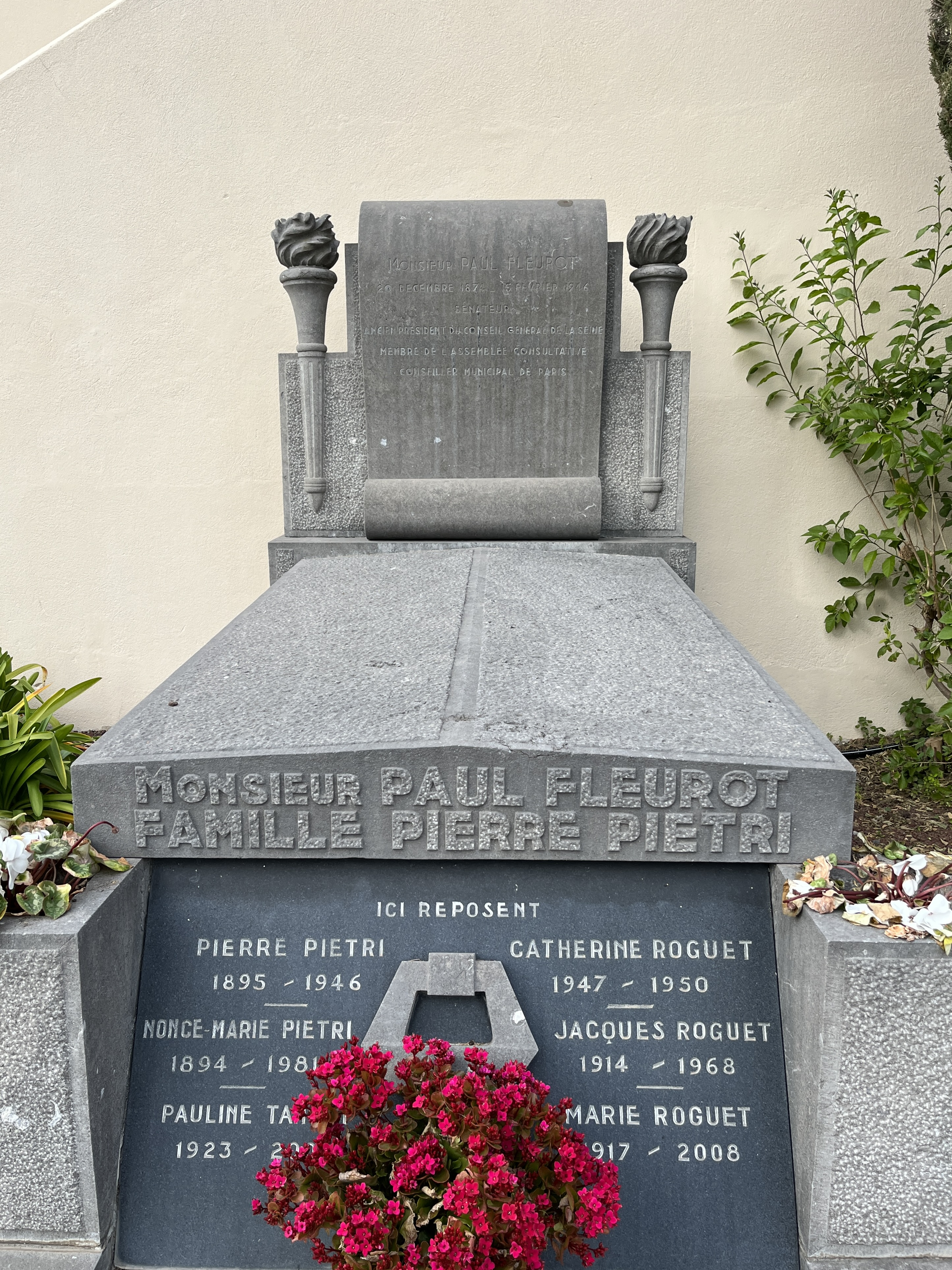
Grab Paul Fleurots in Cannes

Fleurot wurde mit dem Croix de guerre 1914–1918 und als Kommandeur der Ehrenlegion ausgezeichnet.